# Borolia praeclara
Borolia praeclara är en fjärilsart som beskrevs av Swinhoe 1902. Borolia praeclara ingår i släktet Borolia och familjen nattflyn. Inga underarter finns listade i Catalogue of Life.